# Структура Тьюринга
Структура Тьюринга — стационарная двумерная структура нелинейной динамики, возникающая вследствие волновых свойств реакционно-диффузионных систем. Существуют три базовых вида структур Тьюринга: гексагональные пятна, полосы, структуры типа пчелиных сот. Предсказана А. Тьюрингом в 1952 г. Обнаруживаются при проведении реакции Белоусова — Жаботинского. Впервые обнаружены в химической системе «хлорит — иодит — малоновая кислота».